# Rebecca Gratz
Rebecca Gratz, född 4 mars 1781 i Lancaster, Pennsylvania, död 27 augusti 1869 i Philadelphia, Pennsylvania, var en amerikansk-judisk filantrop. Hon var medlem av Gratz-släkten, som invandrade till det blivande USA från Schlesien i mitten av 1700-talet. Hon skapade ett antal organisationer till nytta för judisk kultur och civilsamhället i den unga amerikanska staten.

## Biografi

### Bakgrund
Gratz föddes i Lancaster i Pennsylvania. Hon var det sjunde av tolv barn till Miriam Simon och Michael Gratz. Hennes mor var dotter till Joseph Simon, en framstående judisk köpman i staden, medan fadern (vars efternamn ursprungligen stavades Grätz) invandrade 1752 till Amerika från Langendorf i tysk-språkiga Schlesien.
Michael var ättling i ett långt ätteled av respekterade rabbiner. Både han och Miriam var troende judar och aktiva medlemmar av Philadelphias första synagoga Mikveh Israel.

### Filantropi
Rebecca Gratz blev 1801, som tjugoåring, en av grundarna av Female Association for the Relief of Women and Children in Reduced Circumstances, tänkt att hjälpa kvinnor som led av efterverkningarna av amerikanska frihetskriget. 1815 var hon medgrundare till Philadelphia Orphan Asylum i Philadelphia, och hon var dess ordförande 1819–1859. 1838 grundade hon Hebrew Sunday School. I den sistnämnda skolan fungerade hon både som tillsynslärare och rektor, och hon deltog i utvecklandet av skolans läroplan; hon avgick från skolarbetet 1864 (vid 83 års ålder).
1819 var hon en av medgrundarna av Female Hebrew Benevolent Society. Denna organisationen, skapad av en grupp kvinnor från Mikveh Israel-församlingen, ägnade sig åt att ge stöd åt judiska änkor eller frånskilda eller andra av stadens judinnor i behov av stöd. Gratz fungerade som organisationens sekreterare i närmare 40 års tid.
1850 kampanjande hon, i den amerikansk-judiska tidningen The Occident och under signaturen "A Daughter of Israel", för etablerandet av ett judiskt barnhem. Till stor del på grund av hennes arbete för saken skapades barnhemmet fem år senare.

### Privatliv
Gratz gifte sig aldrig. Bland de giftesmålsförslag som hon emottog fanns en från en kristen som hon älskade men där hon slutligen avböjde frieriet på grund av hans religiösa tro. 

## Renommé och i kulturen
De filantropiska föreningarna hon var med om att grunda har kallats för de första sekulära kvinnoledda filantropiska föreningarna i USA. Detta engagemang bidrog till att kvinnor började engagera sig offentligt i samhällslivet inom filantropins ram.
Hennes porträtt målades två gånger av den etablerade konstnären Thomas Sully. Ett av porträtten hänger i National Museum of American Jewish History.
Vissa har trott att Gratz fungerade som förebild för "Rebecca", den unga judinnan i Sir Walter Scotts äventyrsroman Ivanhoe. Det finns ingen fast koppling mellan Scott (som publicerade romanen 1820) och Gratz, utöver att båda var bildsköna unga och ogifta judinnor med filantropiska drag. Myten sägs ha fötts i samband med en konversation mellan Gratz' vän Washington Irving och Scott. Det sägs att Scott skulle ha skickat ett exemplar av den tryckta boken till Irving, tillsammans med ett brev där Scott frågar Irving om han känner igen "sin Rebecca". Brevet har dock aldrig uppdagats. Gratz skrev 1829 ett brev till sin väninna Maria Fenno Hoffman, där hon uttrycker en glädje över att Scotts Rebecca är en judisk ungmö.